# Dinan
Dinan er en by og kommune i Côtes-d'Armor departementet i Bretagne i det nordvestlige Frankrig.